# Preussiella kamerunensis
Preussiella kamerunensis là một loài thực vật có hoa trong họ Mua. Loài này được Gilg miêu tả khoa học đầu tiên năm 1897.